# 岸正形
岸 正形（きし まさがた、生年不明 - 1912年（明治45年）4月1日）は、明治時代の官吏。

## 経歴
京都府出身。1876年（明治9年）頃、狩野宗明、西野忠経等と京都府十等警部を拝命し、九等警部、八等警部を経て、1882年（明治15年）警部に進む。のち山梨県属に転じ、1894年（明治27年）4月、山梨県北都留郡長に任じた。
その後、大阪府三島郡長に任じ、1898年（明治31年）西成郡長を経て、泉南郡長となるが、1912年（明治45年）3月30日、脳溢血に罹り間もなく没した。